# Rodolfo Arena
Angelo Arena, conhecido como Rodolfo Arena (Araraquara, 15 de dezembro de 1910 — Rio de Janeiro, 31 de agosto de 1980), foi um ator brasileiro.
Filho dos italianos Antonio Arena e Rosa Acettosi, nasceu no interior de São Paulo. Começou sua carreira artística no circo. Na década de 1930 estreou no teatro e a partir daí fez uma carreira vitoriosa que inclui quase cem filmes, algumas novelas e mais de trezentas peças. Foi um dos atores mais prolíficos do cinema brasileiro.
Rodolfo Arena foi vítima de um infarto fulminante a caminho de casa, no Rio de Janeiro, às vésperas da estreia do filme "Bububu no Bobobó", que fez com Ângela Leal, e do início dos ensaios do espetáculo "Dom Quixote de La Pança" que faria sob a direção de Stephan Nercessian.

## Trabalhos no cinema
| Ano  | Título                                        | Personagem                           | Notas              |
| ---- | --------------------------------------------- | ------------------------------------ | ------------------ |
| 1981 | Fruto do Amor                                 | —                                    | Lançamento póstumo |
| 1981 | A Mulher Sensual                              | —                                    | Lançamento póstumo |
| 1981 | O Torturador                                  | Herman Stahl                         | Lançamento póstumo |
| 1980 | Bububu no Bobobó                              | Ator                                 |                    |
| 1980 | Parceiros da Aventura                         | Inspetor                             |                    |
| 1980 | Maneco, O Super Tio                           | Vovô Camargo                         |                    |
| 1980 | A Mulher que Inventou o Amor                  | —                                    |                    |
| 1979 | Bye Bye Brasil                                | Lavrador                             |                    |
| 1979 | O Coronel e o Lobisomem                       | —                                    |                    |
| 1979 | Eu Matei Lúcio Flávio                         | Celso                                |                    |
| 1979 | A Pantera Nua                                 | Sebastián                            |                    |
| 1979 | Sábado Alucinante                             | Afonso                               |                    |
| 1978 | Chuvas de Verão                               | Lourenço                             |                    |
| 1978 | A Dama do Lotação                             | Homem honesto                        |                    |
| 1978 | J.J.J., O Amigo do Super-Homem                | Seu Santinho, amigo bêbado de J.J.J. |                    |
| 1977 | Costinha e o King Mong                        | —                                    |                    |
| 1977 | Ladrões de Cinema                             | Português                            |                    |
| 1977 | Quem Matou Pacífico?                          | Biliú                                |                    |
| 1977 | A Noite dos Assassinos                        | Pai de Lucas                         |                    |
| 1976 | Fogo Morto                                    | Cego Torquato                        |                    |
| 1976 | O Flagrante                                   | —                                    |                    |
| 1976 | E as Pílulas Falharam                         | Doutor Eugênio                       |                    |
| 1976 | As Meninas Querem... Os Coroas Podem          | —                                    |                    |
| 1976 | Noite sem Homem                               | Lima                                 |                    |
| 1976 | Padre Cícero                                  | Bispo Dom Joaquim                    |                    |
| 1976 | Tem Folga na Direção                          | Velho do carro                       |                    |
| 1976 | O Vampiro de Copacabana                       | Motorista                            |                    |
| 1976 | Xica da Silva                                 | Sargento-Mor                         |                    |
| 1975 | Com as Calças na Mão                          | Lauro                                |                    |
| 1975 | Quando as Mulheres Querem Provas              | Arquimedes                           |                    |
| 1975 | O Caçador de Fantasma                         | Avô                                  |                    |
| 1975 | Costinha o Rei da Selva                       | pai de Betty                         |                    |
| 1975 | Enigma para Demônios                          | Dr. Barbosa                          |                    |
| 1975 | Intimidade                                    | Cícero                               |                    |
| 1975 | O Roubo das Calcinhas                         | Deusdedite                           |                    |
| 1974 | Brutos Inocentes                              | Inácio                               |                    |
| 1974 | O Mau Caráter                                 | Barão de Moncovil                    |                    |
| 1974 | Motel                                         | Leopoldo                             |                    |
| 1973 | Joanna Francesa                               | Padre Seixas                         |                    |
| 1973 | Sagarana, o Duelo                             | Exaltino                             |                    |
| 1973 | Vai Trabalhar Vagabundo                       | —                                    |                    |
| 1972 | Independência ou Morte                        | Palmela                              |                    |
| 1972 | Missão: matar                                 | Cordeiro                             |                    |
| 1972 | O Azarento, um Homem de Sorte                 | Marido feliz                         |                    |
| 1972 | Eu Transo, Ela Transa                         | Afonso                               |                    |
| 1972 | O Grande Gozador                              | Jacob                                |                    |
| 1972 | Jesuíno Brilhante, o Cangaceiro               | Soares                               |                    |
| 1972 | O Supercareta                                 | —                                    |                    |
| 1971 | Aventuras com Tio Maneco                      | Avô                                  |                    |
| 1971 | Como Ganhar na Loteria sem Perder a Esportiva | Félix                                |                    |
| 1971 | Crioulo Doido                                 | Ruralista                            |                    |
| 1971 | O Doce Esporte do Sexo                        | —                                    | Episódio: "A boca" |
| 1971 | Emboscada                                     | Jagunço                              |                    |
| 1971 | Lúcia McCartney, uma Garota de Programa       | Tio                                  |                    |
| 1971 | S. Bernardo                                   | Dr. Magalhães                        |                    |
| 1971 | Jesus Cristo Eu Estou Aqui                    | João Turco                           |                    |
| 1970 | Barão Olavo, o Horrível                       | Barão Olavo                          |                    |
| 1970 | Em Família                                    | Seu Souza                            |                    |
| 1970 | Os Senhores da Terra                          | Coronel Floro                        |                    |
| 1970 | Vinte Passos para a Morte                     | Xavier                               |                    |
| 1969 | Brasil Ano 2000                               | Padre                                |                    |
| 1969 | Macunaíma                                     | Maanape                              |                    |
| 1969 | Matou a Família e Foi ao Cinema               | Pai                                  |                    |
| 1969 | Meu Nome É Lampião                            | —                                    |                    |
| 1969 | Pobre Príncipe Encantado                      | Joca                                 |                    |
| 1968 | Capitu                                        | José Dias                            |                    |
| 1968 | Maria Bonita, Rainha do Cangaço               | Cel. Canavieira                      |                    |
| 1967 | O Levante das Saias                           | Conselheiro                          |                    |
| 1966 | Cristo de Lama                                | João Gomes                           |                    |
| 1966 | Essa Gatinha é Minha                          | —                                    |                    |
| 1965 | Encontro com a Morte                          | —                                    |                    |
| 1965 | Menino de Engenho                             | José Paulino                         |                    |
| 1964 | Asfalto Selvagem                              | Capitão                              |                    |
| 1964 | Procura-se uma Rosa                           | —                                    |                    |
| 1963 | Boca de Ouro                                  | Dentista                             |                    |
| 1963 | Crime no Sacopã                               | —                                    |                    |
| 1960 | Eu Sou o Tal                                  | —                                    |                    |
| 1958 | O Camelô da Rua Larga                         | Rafael                               |                    |
| 1958 | Pista de Grama                                | —                                    |                    |
| 1957 | O Boca de Ouro                                | —                                    |                    |
| 1957 | Na Corda Bamba                                | Malandro                             |                    |
| 1956 | Depois Eu Conto                               | —                                    |                    |
| 1955 | O Diamante                                    | —                                    |                    |
| 1955 | Sinfonia Carioca                              | —                                    |                    |
| 1954 | Toda A Vida em Quinze Minutos                 | —                                    |                    |
| 1950 | Écharpe de Seda                               | —                                    |                    |
| 1947 | Sempre Resta Uma Esperança                    | Marido                               |                    |
| 1946 | O Ébrio                                       | José                                 |                    |
| 1945 | Vidas Solidárias                              | Médico                               |                    |
| 1920 | O Crime de Cravinhos                          | Menino                               |                    |

## Teatro[3]
- 1966 - Rasto Atrás
- 1963 - As Aventuras de Ripió Lacraia
- 1962 - O Pagador de Promessas
- 1961 - A Joia
- 1961 - Boca de Ouro
- 1960 - As Três Irmãs
- 1960 - Alegoria Carioca
- 1958 - Perdoa-me por Me Traíres
- 1958 - Tire a Máscara, Doutor
- 1957 - Viúva, Porém Honesta
- 1957 - O Manda Chuva
- 1956 - As Árvores Morrem de Pé
- 1956 - Carlota Joaquina
- 1956 - Copacabana S.A. / Papai É o Maior
- 1956 - Eu Arranjo Tudo
- 1953 - Larga Meu Homem
- 1951 - Os Inimigos Não Mandam Flores
- 1950 - A Família Barrett
- 1948 - O Grande Fantasma
- 1948 - Lady Godiva
- 1946 - Perfídia
- 1946 - O Bobo do Rei
- 1945 - Berenice
- 1945 - Ciclone
- 1945 - A Família Barrett
- 1945 - A Mulher Sem Alma
- 1945 - A Mulher Que Veio de Londres
- 1944 - O Mundo É dos Malandros
- 1943 - A Vida Que Eu Sonhei
- 1942 - O Trunfo É Paus!
- 1941 - Chuvas de Verão
- 1941 - Feia
- 1941 - Uma Dupla do Outro Mundo